# J.H. Vennola
Juho Heikki Vennola (født Juho Heikki Karhu 19. juni 1872 i Uleåborg, død 3 december 1938 i Helsingfors) var en finsk nationaløkonom og politiker for Framstegspartiet (Fremskridtspartiet), professor, Finlands statsminister 15. august 1919-15. marts 1920 og 9. april 1921-2. juni 1922.

## Liv og gerning
Vennola blev professor ved Helsingfors universitet i 1908. Han blev valgt ind i rigsdagen i 1919 og fortsatte som rigsdagsmedlem til 1930. 1918-1919 var han vicefinansminister og senere handels- og industriminister 1919 inden han blev statsminister.
Vennola blev Finlands første statsminister efter indførslen af regeringsreformen i 1919. Begge de regeringer, som han ledede, var minoritetskoalitioner mellem hans eget parti Framstegspartiet og Agrarforbundet (senere Centerpartiet). Især Framstegspartiet havde været en ledende kraft i udformningen af den nye regeringsform. I løbet af 1920'erne skulle det vise sig meget svært at danne majoritetsregeringer i Finland, de politiske modsætninger mellem partierne var fortsat alt for polariserede efter borgerkrigen og debatten om det selvstændige Finlands statsform.
I Kyösti Kallios første regering 1922-1924 var Vennola udenrigsminister, og i Pehr Evind Svinhufvuds anden regering 1930-1931 var han finansminister.
Vennola skrev videnskabelige værker, som overvejende kan henregnes til den historiske skole indenfor nationaløkonomien. Han skrev også bøger om mere almene politiske emner. I Elantos forvaltningsråd fungerede han som formand mellem 1905 og 1917 inden ledelsen blev overtaget af socialdemokraterne.